# Gützkow
Gützkow è un comune del Meclemburgo-Pomerania Anteriore, in Germania.

Appartiene al circondario della Pomerania Anteriore-Greifswald ed è parte della comunità amministrativa (Amt) di Züssow.

## Gemellaggi[2]
- Bohmte, dal 1991
- Nowogard